# Ralf Stabel

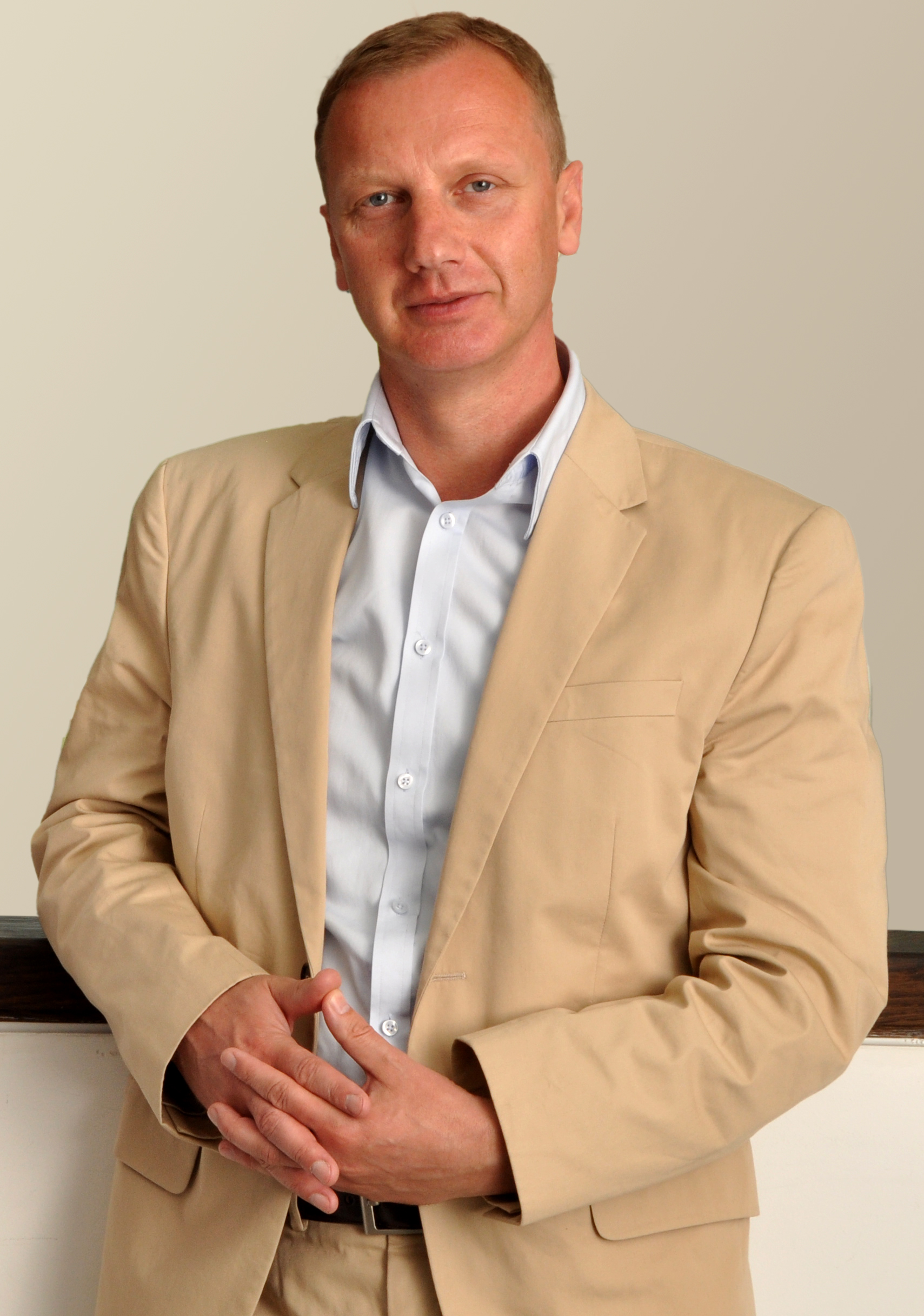
Ralf Stabel 2011

Ralf Stabel (geboren 1965 in Berlin (Ost)) ist ein deutscher Theaterwissenschaftler und Tanzhistoriker. Seit 2007 leitet er die Staatliche Ballettschule Berlin und Schule für Artistik.

## Leben
Ralf Stabel studierte Tanz- und Theaterwissenschaft an der Theaterhochschule Leipzig. Er wurde mit der Dissertation Tanz und Politik an der Universität Bremen promoviert. Stabel lehrte Tanzdramaturgie und Tanzgeschichte an der Palucca Schule Dresden und der Hochschule für Schauspielkunst Ernst Busch in Berlin. Er wurde 2003 stellvertretender künstlerischer Leiter der Fachrichtung Bühnentanz der Staatlichen Ballettschule Berlin und Schule für Artistik, seit 2007 leitet er die Schule.
Stabel publiziert vor allem zur neueren Tanzgeschichte. Er hat mehrere Bücher über Gret Palucca verfasst. Im Jahr 2010 gab er die Briefe über die Tanzkunst von Jean Georges Noverre neu heraus.

## Schriften (Auswahl)

### Als Autor
- mit Peter Jarchow: Tanz und Musik, Tanzschüler fragen einen Musiker. Studientexte zur Tanz- und Ballettgeschichte, Berlin 1995.
- mit Peter Jarchow: Palucca, aus ihrem Leben – über ihre Kunst. Henschel, Berlin 1997.
- Tanz, Palucca! Die Verkörperung einer Leidenschaft. Die Biografie. Henschel, Berlin 2001, ISBN 3-89487-397-3.
- Vorwärts – Rückwärts – Seitwärts – mit und ohne Frontveränderung. Zur Geschichte der Palucca Schule Dresden. Noetzel, Wilhelmshaven 2002, ISBN 3-7959-0799-3.
- mit Hedwig Müller, Patricia Stöckemann: Krokodil im Schwanensee. Tanz in Deutschland seit 1945. Anabas, Frankfurt am Main 2003, ISBN 3-87038-353-4.
- IM „Tänzer“ – Der Tanz und die Staatssicherheit. Schott, Mainz 2008.
- Jean Georges Noverre, Briefe über die Tanzkunst. Neu ediert und kommentiert von Ralf Stabel. Henschel Verlag, Leipzig 2010, ISBN 978-3-89487-632-6.
- Rote Schuhe für den sterbenden Schwan. Tanzgeschichte in Geschichten. Aufsätze. Henschel, Leipzig 2010, ISBN 978-3-89487-595-4.
- Alexander von Swaine. Tanzende Feuerseele. Biografie. Henschel, Leipzig 2015, ISBN 978-3-89487-757-6.
- Palucca. Ihr Leben, ihr Tanz. Henschel, Leipzig  2019, ISBN 978-3-89487-807-8.

### Als Herausgeber
- Eva Winkler, Peter Jarchow: Neuer Künstlerischer Tanz, Eine Dokumentation. Tanzwissenschaft e. V., Dresden 1996, ISBN 3-9803626-0-5.
- Palucca-Schule Dresden. Geschichte und Geschichten. Philo, Dresden 2000, ISBN 90-5705-157-5.
- Kreativität im Tanz, Beiträge und Diskussionen zur Geschichte und Methode. Tanzwissenschaft e. V., Dresden 2001, ISBN 3-9803626-2-0.
- mit Angela Rannow: Mary Wigman, eine Künstlerin in der Zeitenwende. Verlag Tanzwissenschaft e. V., Dresden 2006, ISBN 3-9803626-4-7.
- mit Claudia Fleischle-Braun: Tanzforschung und Tanzausbildung. Im Auftrag der Gesellschaft für Tanzforschung. Henschel, Leipzig 2008, ISBN 978-3-89487-629-6.